# Novéant-sur-Moselle
 Novéant-sur-Moselle  es una población y comuna francesa, en la región de Lorena, departamento de Mosela, en el distrito de Metz-Campagne y cantón de Ars-sur-Moselle.

## Demografía
| 1416 | 1580 | 1809 | 1752 | 1781 | 1823 |
| Para los censos de 1962 a 1999 la población legal corresponde a la población sin duplicidades (Fuente: INSEE [Consultar]) |      |      |      |      |      |